# Epimyrma tamarae
Epimyrma tamarae é uma espécie de formiga da família Formicidae.
É endémica da Geórgia.